# Agnieszka Zwierko-Wiercioch
Agnieszka Zofia Zwierko-Wiercioch (Agnes Zwierko) (ur. 16 stycznia 1963 w Warszawie) – polska śpiewaczka, mezzosopranistka.

## Życiorys
Stryjeczna wnuczka kompozytora i dyrygenta Artura Malawskiego. W 1987 roku ukończyła studia magisterskie na Wydziale Elektroniki Politechniki Warszawskiej na kierunku Informatyka.
Po zdobyciu wykształcenia technicznego rozpoczęła studia muzyczne. Ukończyła Państwową Szkołę Muzyczną II st. im. Józefa Elsnera w klasie śpiewu solowego. W 1994 roku zdobyła dyplom magistra sztuki Akademii Muzycznej w Warszawie na Wydziale Wokalno-Aktorskim, a w roku 2015, na tymże wydziale, stopień doktora sztuk muzycznych w dyscyplinie artystycznej wokalistyka, w roku 2021 stopień doktora habilitowanego, a w 2024 otrzymała tytuł profesora sztuk muzycznych.
W 1989 roku zadebiutowała na scenie Filharmonii Białostockiej (dziś Filharmonia Podlaska) jako solistka w Glorii D-dur RV 589 A.Vivaldiego. Na scenie operowej zadebiutowała w 1990 roku jako Matka w jednoaktówce Gian Carlo Menottiego Amahl i nocni goście w warszawskim Teatrze Wielkim (Scena Kameralna), rozpoczęła także współpracę ze scenami filharmonicznymi w Polsce i za granicą wykonując dzieła muzyki oratoryjno-kantatowej od okresu baroku po muzykę XX wieku.
Od 1998 roku jest solistką gościnną Teatru Wielkiego – Opery Narodowej w Warszawie występując tam w Raju utraconym Krzysztofa Pendereckiego, Nabucco, Rigoletto, Balu maskowym, Aidzie i Don Carlosie Giuseppe Verdiego, Madame Butterfly Giacomo Pucciniego, Zamku Księcia Sinobrodego Béli Bartóka, Królu Rogerze Karola Szymanowskiego, Strasznym dworze Stanisława Moniuszki, Eugeniuszu Onieginie Piotra Czajkowskiego. Występuje również na innych scenach operowych i filharmonicznych w Polsce: Teatr Wielki w Łodzi, Teatr Wielki w Poznaniu, Filharmonia Narodowa w Warszawie, Filharmonia Krakowska oraz Opera i Filharmonia Podlaska.
Za granicą zadebiutowała w roku 2000. Śpiewała w Teatro Regio w Turynie, Operze Królewskiej w Kopenhadze, Leipziger Oper, Słowackim Teatrze Narodowym w Bratysławie, Państwowej Operze w Pradze, Teatrze Antonína Dvořáka w Ostrawie, Teatro Massimo Vincenzo Bellini w Catanii, Teatro Massimo Vittorio Emanuele w Palermo, Semperoper w Dreźnie, Teatro alla Scala w Mediolanie (debiut w 2007 – rola Kostelniczki w operze Jenůfa Leoša Janáčka), Palacio Euskalduna w Bilbao, Teatro Cervantes w Maladze, Opera de Oviedo, Gran Teatre del Liceu w Barcelonie, Opera Lyra w Ottawie, Akademii Muzycznej św. Cecylii w Rzymie, Musashino Concert Hall w Tokio, Teatro Colón w Buenos Aires, Komische Oper Berlin, Staatsoper Unter den Linden w Berlinie, Royal Opera House Covent Garden w Londynie, Theater an der Wien w Wiedniu, Stadttheater w Klagenfurcie, Landestheater w Innsbrucku, Opera de Montreal. Brała również udział w festiwalach operowych: Wexford Opera Festival, Aphrodite Opera Festival, Beijing Music Festival, Glyndebourne Opera Festival.
W repertuarze ma wszystkie ważniejsze w swoim głosie partie verdiowskie, a także muzykę kompozytorów XIX i XX wieku.
W 2024 roku kandydowała w wyborach samorządowych z list Prawa i Sprawiedliwości do rady Warszawy. 
W 2016 roku otrzymała tytuł Honorowego Złotego Inżyniera Przeglądu Technicznego. W roku 2025 odznaczona została brązowym medalem Zasłużony dla Kultury Gloria Artis.

## Role operowe
| Kompozytor           | Tytuł opery                 | Partia                       | Pierwszy występ |
| -------------------- | --------------------------- | ---------------------------- | --------------- |
| Pál Ábrahám          | Bal w Savoyu                | Tangolita                    | 2013            |
| Samuel Barber        | Vanessa                     | Baronowa                     | 2006            |
| Béla Bartók          | Zamek Sinobrodego           | Judyta                       | 1999            |
| Georges Bizet        | Carmen                      | Carmen                       | 2007            |
| Piotr Czajkowski     | Dama pikowa                 | Hrabina                      | 1998            |
| Piotr Czajkowski     | Eugeniusz Oniegin           | Łarina                       | 2000            |
| Piotr Czajkowski     | Mazepa                      | Lubov                        | 2013            |
| Piotr Czajkowski     | Czarodziejka                | Eupraxia                     | 2014            |
| Luigi Cherubini      | Medea                       | Neris                        | 2008            |
| Francesco Cilea      | Adriana Lecouvreur          | Księżna de Bouillon          | 2009            |
| Antonín Dvořák       | Rusałka                     | Ježibaba                     | 2005            |
| Leoš Janáček         | Katia Kabanowa              | Kabanicha                    | 2010            |
| Leoš Janáček         | Jenůfa                      | Kostelniczka                 | 2004            |
| Pietro Mascagni      | Rycerskość wieśniacza       | Santuzza Mamma Lucia         | 2003 2024       |
| Jules Massenet       | Werther Cendrillon          | Charlotte Mme de la Haltiere | 2005 2016       |
| Stanisław Moniuszko  | Straszny dwór               | Cześnikowa                   | 2000            |
| Stanisław Moniuszko  | Straszny dwór               | Jadwiga                      | 1997            |
| Krzysztof Penderecki | Raj utracony                | Grzech                       | 1998            |
| Sergiusz Prokofiew   | Miłość do trzech pomarańczy | Fata Morgana                 | 2023            |
| Giacomo Puccini      | Madame Butterfly            | Suzuki                       | 1999            |
| Giacomo Puccini      | Siostra Angelica            | Księżna                      | 2008            |
| Giacomo Puccini      | Płaszcz                     | Frugola                      | 2011            |
| Giacomo Puccini      | Gianni Schicchi             | Zita                         | 2011            |
| Richard Strauss      | Salome                      | Herodiada                    | 1997            |
| Richard Strauss      | Elektra                     | Klytämnestra                 | 2015            |
| Igor Strawiński      | Król Edyp                   | Jocasta                      | 2013            |
| Dymitr Szostakowicz  | Nos                         | Stara hrabina                | 2023            |
| Karol Szymanowski    | Król Roger                  | Diakonissa                   | 2000            |
| Richard Wagner       | Der Fliegende Hollander     | Mary                         | 2013            |
| Richard Wagner       | Parsifal                    | Kundry                       | 2013            |
| Giuseppe Verdi       | Rigoletto                   | Magdalena                    | 1999            |
| Giuseppe Verdi       | Nabucco                     | Fenena                       | 1998            |
| Giuseppe Verdi       | Bal maskowy                 | Ulryka                       | 1999            |
| Giuseppe Verdi       | Trubadur                    | Azucena                      | 2000            |
| Giuseppe Verdi       | Aida                        | Amneris                      | 2003            |
| Giuseppe Verdi       | Don Carlos                  | Księżniczka Eboli            | 2001            |
| Giuseppe Verdi       | Falstaff                    | Mrs Quickly                  | 2005            |
| Riccardo Zandonai    | Conchita                    | Matka Conchity               | 2000            |

## Repertuar koncertowy
| Kompozytor                  | Utwór                                           |
| --------------------------- | ----------------------------------------------- |
| Johann Sebastian Bach       | Magnificat                                      |
| Jan Sebastian Bach          | Wielka msza h-moll                              |
| Ludwig van Beethoven        | Msza C-dur                                      |
| Ludwig van Beethoven        | IX symfonia                                     |
| Ludwig van Beethoven        | Missa Solemnis                                  |
| Antonín Dvořák              | Stabat Mater                                    |
| Antonín Dvořák              | Requiem                                         |
| Leoš Janáček                | Msza głagolicka                                 |
| Gustav Mahler               | Symfonie                                        |
| Gustav Mahler               | Pieśni                                          |
| Wolfgang Amadeus Mozart     | Msza koronacyjna C-dur                          |
| Wolfgang Amadeus Mozart     | Requiem                                         |
| Wolfgang Amadeus Mozart     | Wielka msza c-moll                              |
| Wolfgang Amadeus Mozart     | Litaniae de venerabili altaris sacramento B-dur |
| Krzysztof Penderecki        | Te Deum                                         |
| Giovanni Battista Pergolesi | Stabat Mater                                    |
| Siergiej Prokofjew          | Aleksander Newski                               |
| Gioacchino Rossini          | Stabat Mater                                    |
| Gioacchino Rossini          | Petite Messe Solennelle                         |
| Franz Schubert              | Msza nr 6 Es-dur                                |
| Igor Strawinski             | Wesele                                          |
| Igor Strawinski             | Pulcinella                                      |
| Dymitr Szostakowicz         | 6 wierszy M.Cwietajewej op.143                  |
| Karol Szymanowski           | Stabat Mater                                    |
| Giuseppe Verdi              | Requiem                                         |
| Antonio Vivaldi             | Gloria                                          |

## Dyskografia
- 2003 – Straszny Dwór, Soliści, chór i orkiestra Teatru Wielkiego Opery Narodowej w Warszawie, EMI Music Poland
- 2015 – Król Roger, Soliści, chór i orkiestra The Royal Opera House w Londynie[11]
- 2016 – Złoty kogucik (Le coq d’or), Soliści, chór Orkiestra Grand Theatre de La Monnaie w Brukseli
- 2020 – Kopciuszek (Cendrillon), Soliści, chór i orkiestra Glyndebourne Opera Festival[12]